# بازدارنده فسفواینوزیتید ۳-کیناز
بازدارنده فسفواینوزیتید ۳-کیناز (انگلیسی: Phosphoinositide 3-kinase inhibitor) گروهی از داروها هستند که کارشان را از طریق مهار یک یا چند آنزیم فسفواینوزیتید ۳-کیناز انجام می‌دهند که بخشی از مسیر سیگنالینگ «PI3K/AKT/mTOR» محسوب می‌شوند و نقش مهمی در پیام‌دهی و اعمالِ سلولی نظیر رشد، متابولیسم و رمزخوانی دارند. در درون این مسیر مهم سیگنالینگ، بخش‌هایی وجود دارد که مهار هر یک از آنان، سبب سرکوب سلول‌های سرطانی می‌شود.  این داروهای ضد سرطان، نمونه‌هایی برای «هدف‌درمانی» در پزشکی محسوب می‌شوند.
در حال حاضر مطالعات گسترده‌ای بر روی این داروها جهت استفاده در درمان سرطان‌های گوناگون در حالِ انجام است.
این داروها همچنین ممکن است در درمان «بیماری‌های التهابی تنفسی» هم نقش داشته باشند.

## نمونه‌های مشهور
- ورتمانین: یک بازدارندهٔ غیرقابل‌بازگشت «فسفواینوزیتید ۳-کیناز»
- دمتوکسی‌ویریدین: یکی از مشتقات ورتمانین است.
- ال‌وای۲۹۴۰۰۲:[۸] یک بازدارندهٔ قابل‌بازگشت «فسفواینوزیتید ۳-کیناز»

## بیشتر بخوانید
- Williams, Roger; Berndt, Alex; Miller, Simon; Hon, Wai-Ching; Zhang, Xuxiao (2009). "Form and flexibility in phosphoinositide 3-kinases". Biochemical Society Transactions. 37 (Pt 4): 615–626. doi:10.1042/BST0370615. PMID 19614567.